# Peter Warlock (Komponist)
Peter Warlock, ein Pseudonym für Philip Arnold Heseltine (* 30. Oktober 1894 in London; † 17. Dezember 1930 ebenda), war ein englischer Komponist und Musikkritiker. Er verwendete das Pseudonym Peter Warlock als Komponist und seinen Geburtsnamen als Kritiker, ist heute jedoch bekannter als Peter Warlock.

## Leben
Philip Heseltine verlor seinen Vater schon als Kind. Seine Erziehung war weitgehend traditionell und umfasste Studien am Eton College in Eton, in Christ Church, Oxford, und am University College London. Musikalisch war er hauptsächlich Autodidakt und erlernte Komposition durch das Studium der Werke von Komponisten, die er bewunderte, besonders Frederick Delius, Roger Quilter und Bernard van Dieren. Er wurde darüber hinaus stark beeinflusst von der Musik und Dichtung des elisabethanischen Zeitalters, wie auch der keltischen Kultur (und studierte die entsprechenden Sprachen: Kornisch, Walisisch, Irisch, Manx und Bretonisch).
Heseltine schrieb seine ersten reifen Werke, die auch beifällige Kritiken fanden, unter dem neu angenommenen Pseudonym Peter Warlock zwischen 1917 und 1918 in Irland. Es folgte eine Periode der Konzentration auf den Musikjournalismus; eine Zeit lang war er Herausgeber der Musikzeitschrift The Sackbut. Seine schöpferischste Zeit als Komponist lag in den frühen 1920er Jahren, als er in das Haus seiner Mutter in Cefn-Bryntalch in Wales zog, wo er einige seiner besten Lieder schrieb, etwa den Liedzyklus The Curlew auf Gedichte von W. B. Yeats.
Zwischen 1925 und 1929 folgte eine unruhige, durch Alkoholexzesse geprägte Zeit, in der Warlock und sein Kollege E. J. Moeran, mit dem er in Eynsford, Kent, zusammenlebte, mehrfach mit der örtlichen Polizei in Konflikt gerieten. Für Warlock war dies allerdings der produktivste Lebensabschnitt, denn zum Ende der 1920er nahm seine Kreativität ab, und er musste seinen Lebensunterhalt wieder durch Musikkritiken bestreiten. Er litt an schweren Depressionen; ob jedoch sein Tod durch eine Gasvergiftung im Alter von 36 Jahren Selbstmord oder Unfall war, ist nicht geklärt.

## Werke
Warlocks Kompositionen sind fast ausschließlich Lieder, wenngleich die Capriol Suite für Kammerorchester zu seinen bekanntesten Werken zählt. Er hatte eine tiefe Neigung zur Poesie, besonders derjenigen von Yeats und seiner Freunde Robert Nichols und Bruce Blunt (1899–1957), und wählte stets Texte von hohem künstlerischen Wert, oft auch aus dem Mittelalter, als Grundlage seiner Lieder.
Warlocks musikalische Vorlieben waren weit gefächert und reichten von mittelalterlicher Musik bis zu Bartók. In seiner eigenen Musik erkennt man eine Entwicklung ausgehend von der Nachahmung des viktorianischen und edwardianischen Salonstils hin zu einer eher kontrapunktischen, ausgeprägt persönlichen Schreibweise.
Abgesehen von eigenen Werken edierte bzw. transkribierte Warlock rund 300 Volkslieder und eine ähnliche Anzahl von Lauten-Liedern aus der Feder elisabethanischer und jakobinischer Komponisten. Daneben setzte er sich stark für die Musik von Delius ein und organisierte gemeinsam mit Thomas Beecham 1929 ein erfolgreiches Delius-Festival. Er verfasste die erste Biographie von Delius und daneben, gemeinsam mit Cecil Gray, ein Buch über Carlo Gesualdo.
Warlock selbst erscheint, nur gering verändert, als Figur im Roman Women in Love von D. H. Lawrence bzw., als Coleman, im Roman Antic Hay von Aldous Huxley. Einige biographische Details hat Anthony Powell in die Figur des Komponisten und Musikkritikers Maclintick in seinen Roman Casanova´s Chinese Restaurant (1960), dem fünften Band des 12-teiligen Romanwerks A Dance to the Music of Time, einfließen lassen.